# Pleurothallis verruculosa
Pleurothallis verruculosa är en orkidéart som beskrevs av Friedrich Fritz Wilhelm Ludwig Kraenzlin. Pleurothallis verruculosa ingår i släktet Pleurothallis och familjen orkidéer.
Artens utbredningsområde är Peru. Inga underarter finns listade i Catalogue of Life.